# Эстадио-Революсьон
Эстадио-Революсьон — спортивная арена, расположенная недалеко от центра города Торреон в Коауиле, Мексика. Она рассчитана на 9500 мест. В основном используется для бейсбольных игр, иногда здесь проводятся концерты и другие не спортивные мероприятия. Это домашнее поле бейсбольной команды Algodoneros de Unión Laguna, и это старейшее профессиональное бейсбольное поле в Мексике, которое все ещё функционирует. Поскольку он изначально был построен как многофункциональный спортивный стадион и имел беговую дорожку, стадион Революции имеет самую большую территорию для игры в бейсбол среди всех стадионов в Мексиканской Лиге. Стадион назван в честь Мексиканской революции 1910—1920 годов. Стадион был открыт 15 сентября 1932 года. Реконструирован осенью 2002 года представить обновленный внешний вид для бейсбольной команды к началу сезона 2003 года.

## История
Стадион был открыт в 1932 году тогдашним губернатором Коауилы Назарио С. Ортисом Гарзой, отмечая 25-летие присвоения Торреону звания города. Стадион был создан для бейсбола и имел беговую дорожку.
К 1940 году, с созданием команды Algodoneros de Unión Laguna мексиканской бейсбольной лиги, он был использован для игр в чемпионате страны по бейсболу. К 2004 году, со сменой руководства команды, Algodoneros de Unión Laguna изменили название на ковбои Лагуна, а также изменили и клубные цвета с вишневого на оранжевый, но продолжали играть на этом стадионе. Он также был использован для футбольных матчей белых дьяволов Торреона до 1970 года.
В настоящее время он используется только для бейсбола и музыкальных мероприятий.